# 세 여인
《세 여인》은 1988년 1월 9일부터 같은 해 7월 24일까지 방영되었던 MBC 주말연속극으로, 자아의식이 뚜렷한 세 여인하고 그들의 가족, 결혼 상대자들의 각기 다른 개성을 중심으로 다양한 결혼관, 여성관 등의 삶의 유형에 대한 가치관을 조명하였다.
한편, 그 동안 청순가련 연기를 주요 해 온 이혜숙(장세희 역)이 당돌하고 자존심세며 활동적인 역할로 변신을 꾀하기도 했으나 엉성한 짜임새 - 현실성 결여 - 부유층의 놀음에 그친 내용 탓인지 예전 악습들을 그대로 재현했다는 혹평이 있었으며 주요 출연자 대부분이 코믹 연기 경험이 적었던 탓인지 곳곳에서 어색한 모습을 보여주기도 했다.
이로 인해 예상보다 일찍 막을 내렸는데 그 당시 MBC는 1986년 3월 18기 이후 공채 탤런트를 선발하지 않아 이렇다할 신인 발굴에 어려움이 많았다.

## 등장 인물
- 이혜숙 (장세희)
- 최명길 (이민자)
- 김청 (김말숙)
- 이정길 (강웅진)
- 임혁 (진원석)
- 송기윤 (송찬호)
- 김상순 (장중한)
- 변희봉 (이원세)
- 나문희 (민복례)
- 김용선
- 박광남 (김중구)
- 김윤경 (한미선)
- 박상원
- 신혜수
- 정성모
- 김철화
- 최항석
- 정혜승
- 김인수
- 변성현
- 강민경
- 유인촌

## 제작진
- 극본 : 이희우
- 연출 : 이관희
- 주제가 작곡 : 김창완
- 음악 : 정용국
- 효과 : 김주식
- 미술감독 : 홍순창
- 타이틀 : 김양배
- 장치 : 노종규
- 분장 : 류승태
- 미용 : 오순심
- 의상 : 장기옥
- 소품 : 김태인, 강홍대
- 야외촬영 : 신면식
- 야외조명 : 정병권
- 녹음 : 남수영
- 진행 : 장형재
- 기록 : 김진영
- 영상 : 조학동
- 영사 : 정영훈
- 녹화 : 권대택
- 음향 : 이정식
- 조명감독 : 오학균
- 조명 : 이흥철
- 카메라 : 원춘재, 안진영, 강호진, 고건영
- 기술감독 : 장용
- 조연출 : 이장수

| 문화방송 주말연속극                       | 문화방송 주말연속극                 | 문화방송 주말연속극                             |
| 이전 작품                                 | 작품명                              | 다음 작품                                       |
| ----------------------------------------- | ----------------------------------- | ----------------------------------------------- |
| 사랑과 야망 (1987년 1월 10일 ~ 12월 27일) | 세 여인 (1988년 1월 9일 ~ 7월 24일) | 내일 잊으리 (1988년 7월 30일 ~ 1989년 2월 26일) |

1. ↑  “李惠淑(이혜숙)-崔明吉(최명길)-金清(김청) 연기 대결 「세여인」서‥‥동갑으로 더욱관심”. 조선일보. 1988년 1월 10일. 2023년 3월 1일에 확인함.
2. ↑  “MBC「세여인」부유층「有閑(유한)놀음」역겨움”. 동아일보. 1988년 1월 11일. 2023년 3월 1일에 확인함.
3. ↑  김형기 (1988년 1월 19일). “무리와 어색함의 연속‥‥MBC「세여인」 KBS「제7병동」,진지한 출발에 기대감”. 조선일보. 2023년 3월 1일에 확인함.
4. ↑  박성수 (1988년 6월 10일). “"눈총"의식 終幕(종막)서둘러”. 경향신문. 2023년 3월 1일에 확인함.
5. ↑  “MBC 18기탤런트 최종합격자”. 경향신문. 1986년 3월 14일. 2023년 3월 1일에 확인함.